# La Repubblica
La Repubblica es el más importante diario italiano de información general que se imprime y edita en Roma y, además, el único (juntos al Corriere della Sera) que tiene una amplia difusión en toda Italia.

## Historia
El diario La Repubblica fue fundado en la capital italiana en 1976 por el Grupo Espresso, liderado por Eugenio Scalfari y Carlo Caracciolo, y el Grupo Mondadori. Es considerado, en lo político, un diario próximo al centroizquierda. Su primer director,  Eugenio Scalfari, cedió el testigo en 1996 a Ezio Mauro, que a su vez cedió el puesto en enero de 2016 a Mario Calabresi, hasta entonces director del diario La Stampa. Actualmente, el director es Maurizio Molinari.
La tirada media en 2018 fue de 192.831 ejemplares. Su formato es en color, con 96 páginas, y abarca todo tipo de información: política, economía, nacional e internacional. Junto a la edición nacional, publica varias regionales de 32 páginas en Bari, Bolonia, Florencia, Génova, Nápoles, Milán, Palermo, Parma, Roma y Turín.
Principales editorialistas:
- Alessandro Baricco
- Giorgio Bocca
- Pietro Citati
- Umberto Galimberti
- Curcio Maltese
- Ezio Mauro
- Mario Pirani
- Eugenio Scalfari

## Véase también

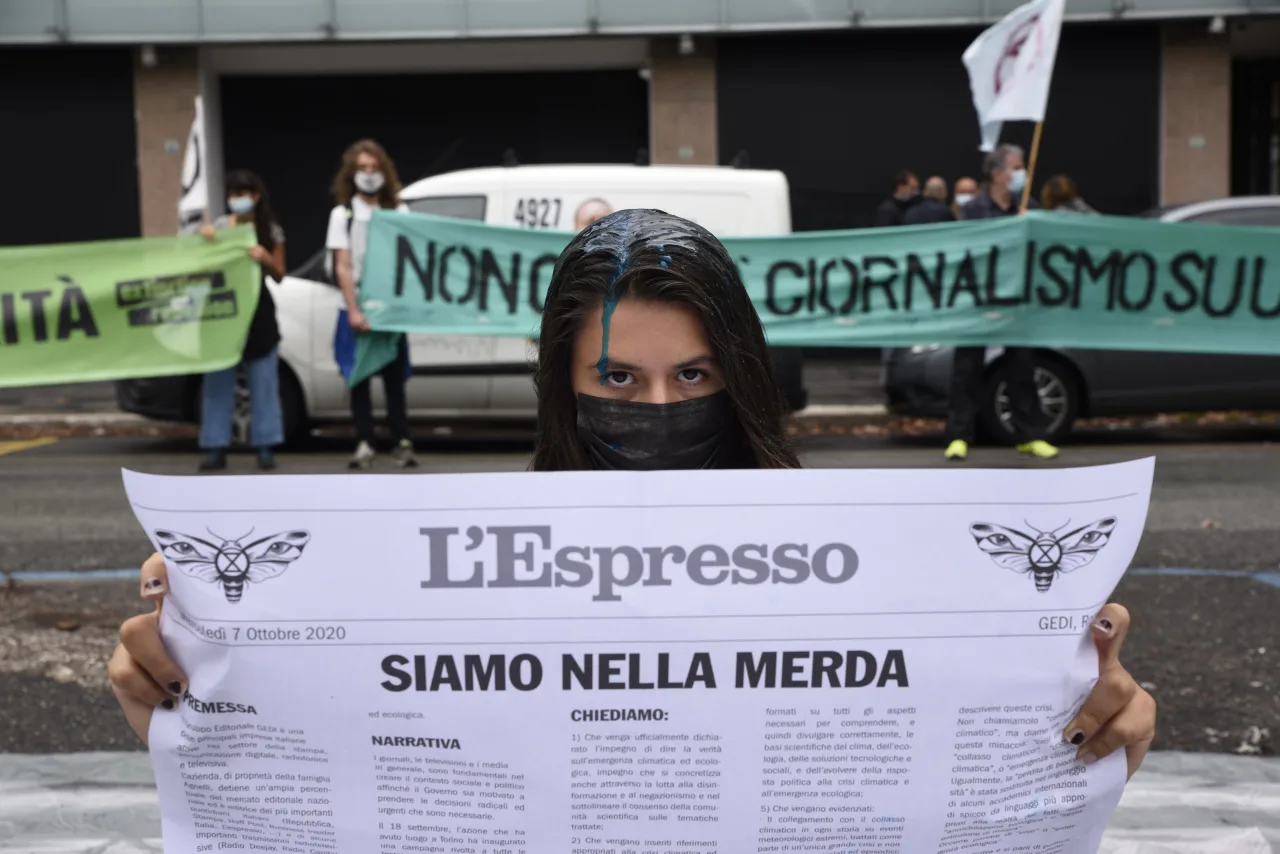
Presidio presso la Repubblica, Roma, ottobre 2020